# Othnielia
Othnielia là một chi khủng long, được Galton mô tả khoa học năm 1977.